# リア・レイズ
リア・レイズ(rear raise)はウエイトトレーニングの基本的種目の一つ。
ダンベル、もしくはそれに類するものを両手に持ち、腕は伸展させたまま肩関節の力だけで首の高さまで挙上する。
三角筋・僧帽筋の筋肥大を促し、筋力を高めることができる。
肩関節を同じ位置に保つように意識し、動作中に肩甲骨を寄せず、三角筋の後ろに効かせるようにする。小指と薬指で握り、外回りで動かすことがポイント。肩甲骨を寄せてしまうと背中に入るので、そうならないために肘を外にエルボーするイメージで開いていくと、三角筋後部にヒットする。

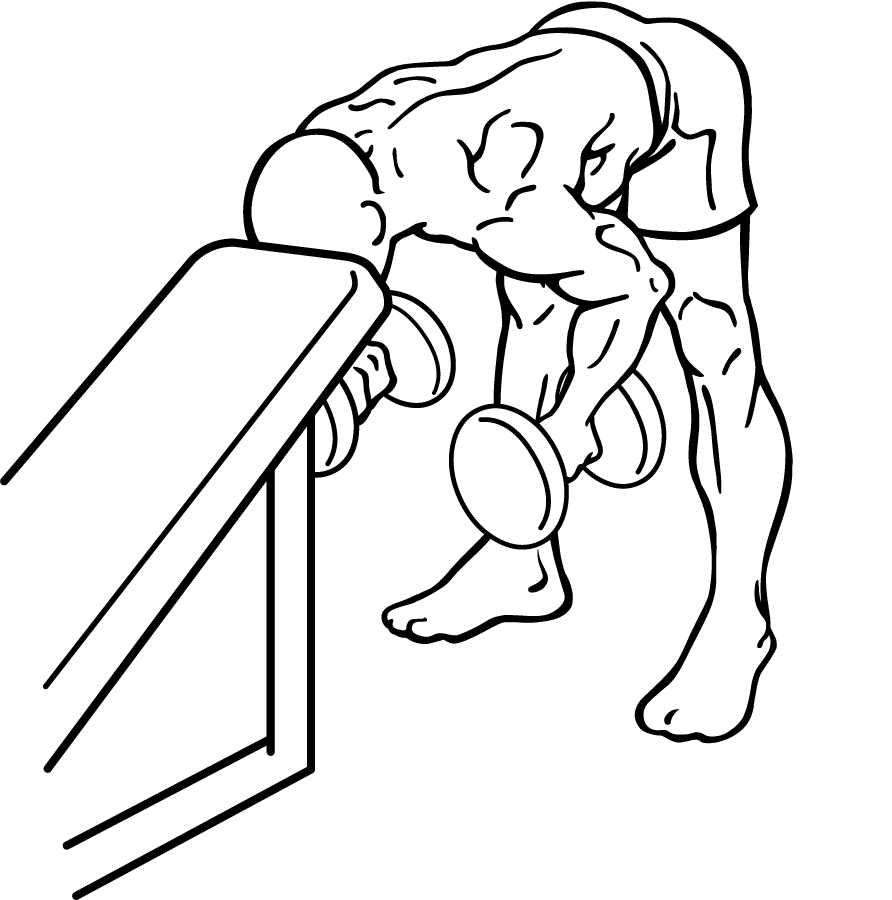
ベントオーバー・ダンベル・リア・レイズ(スタート)

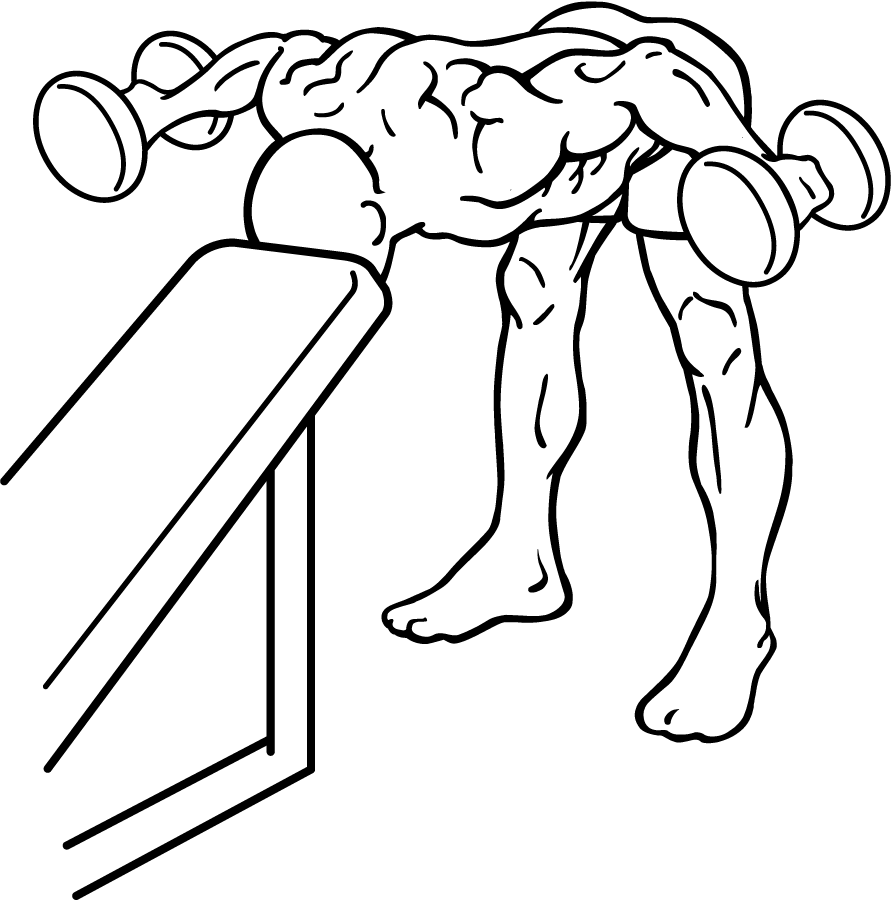
ベントオーバー・ダンベル・リア・レイズ(フィニッシュ)

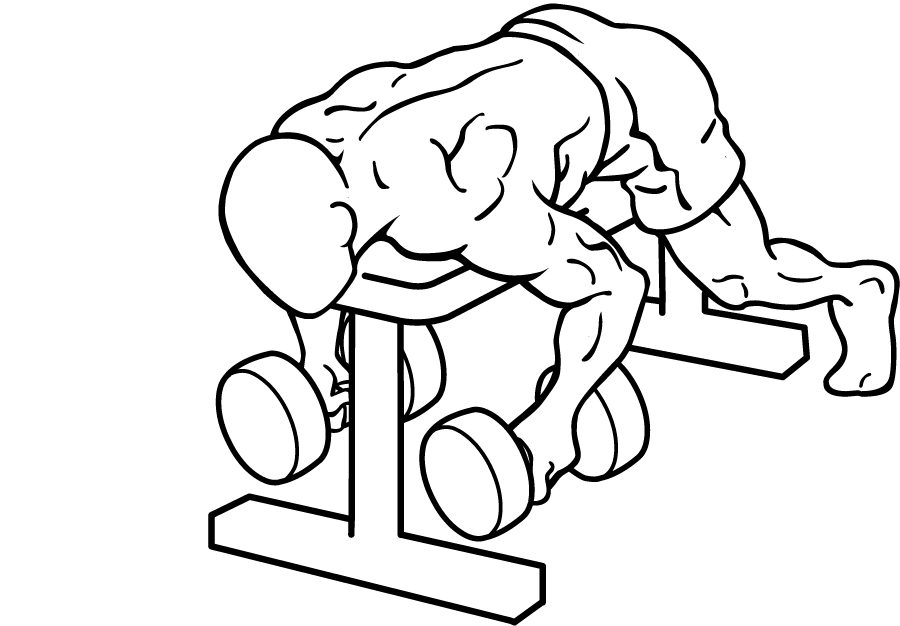
ライイング・ダンベル・リア・レイズ(スタート)

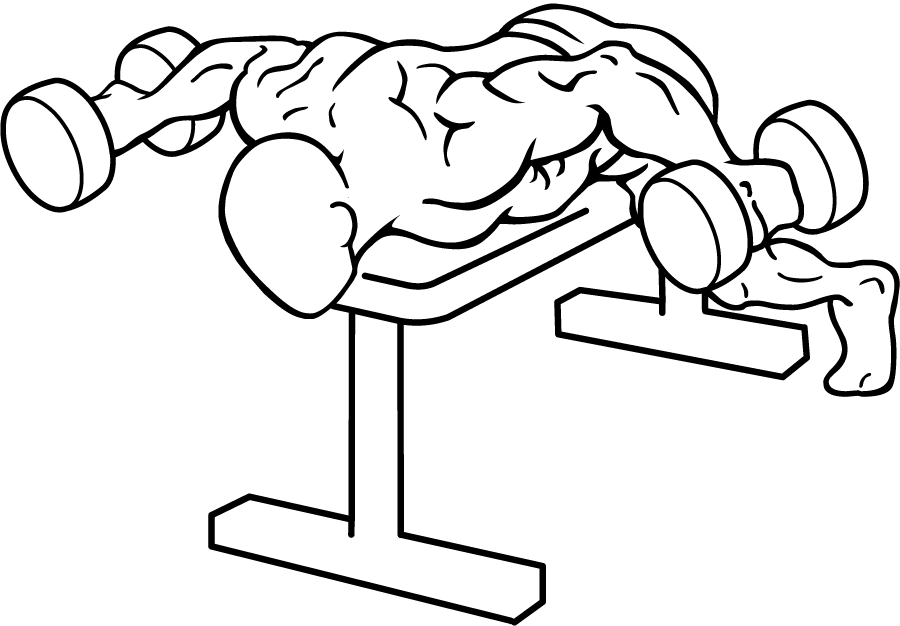
ライイング・ダンベル・リア・レイズ(フィニッシュ)

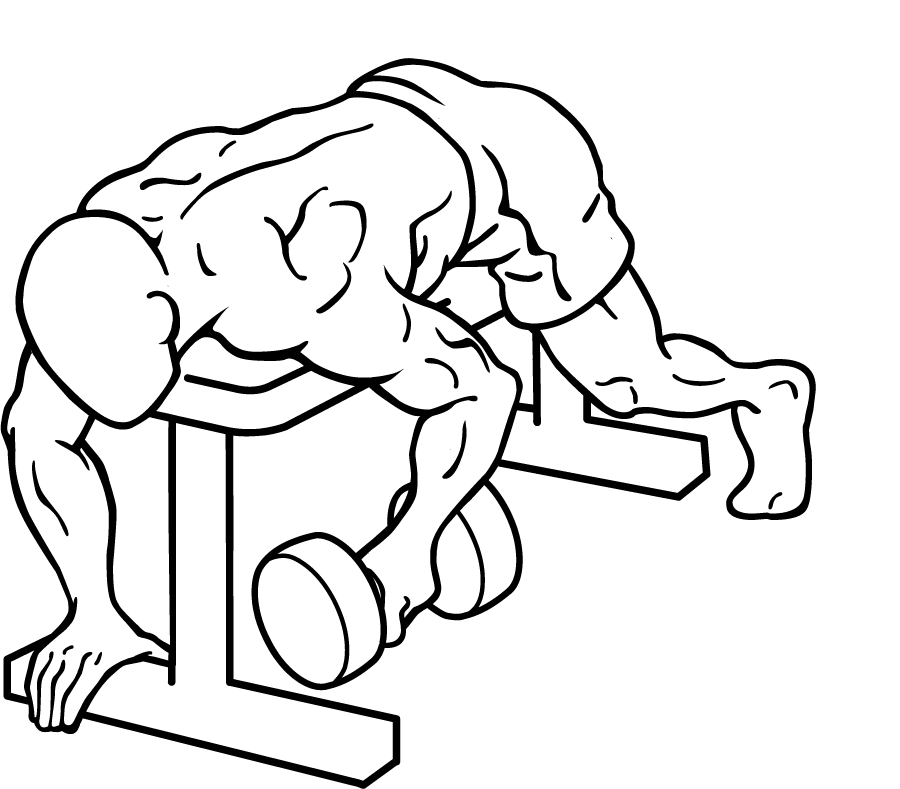
ライイング・ワンハンド・ダンベル・リア・レイズ(スタート)

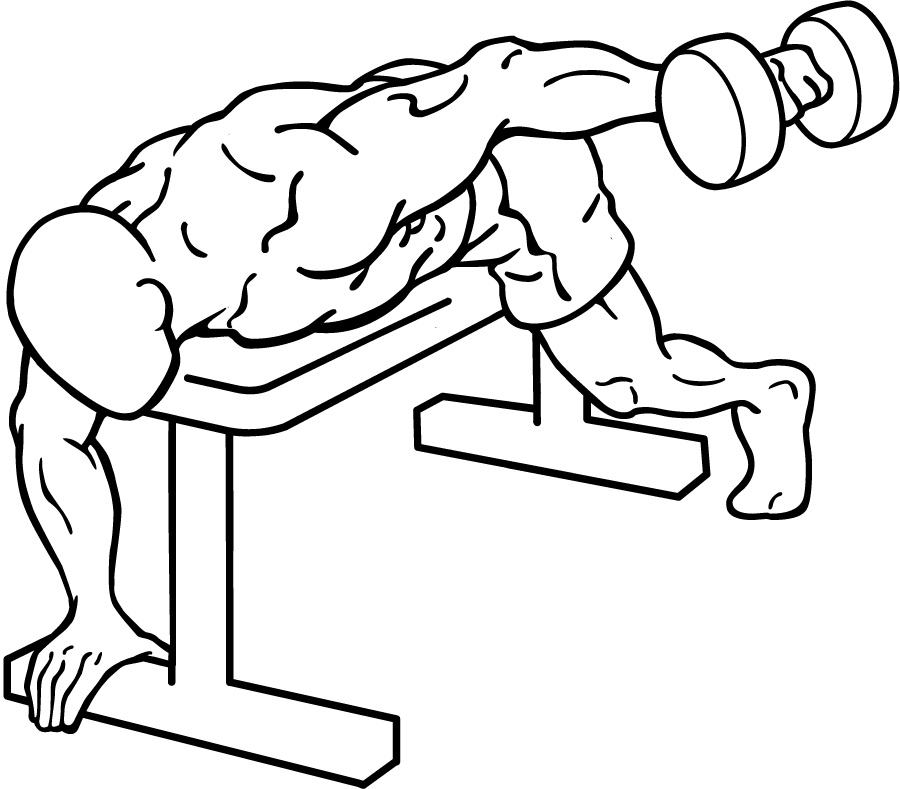
ライイング・ワンハンド・ダンベル・リア・レイズ(フィニッシュ)

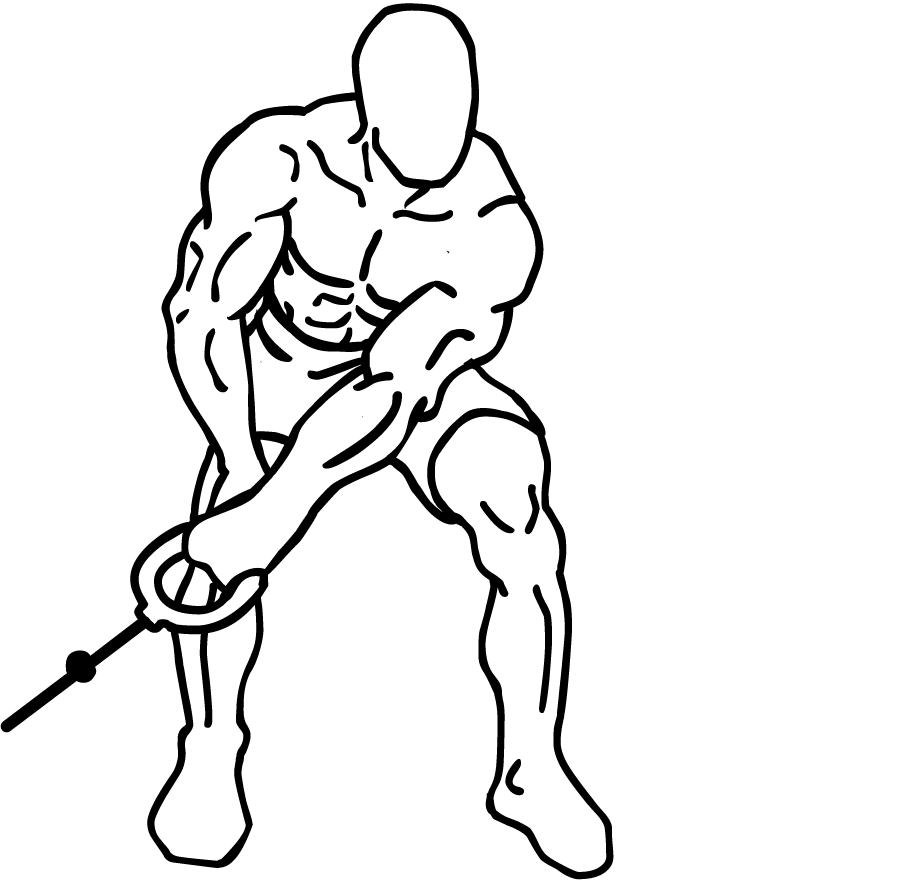
ベントオーバー・ケーブル・リア・レイズ(スタート)

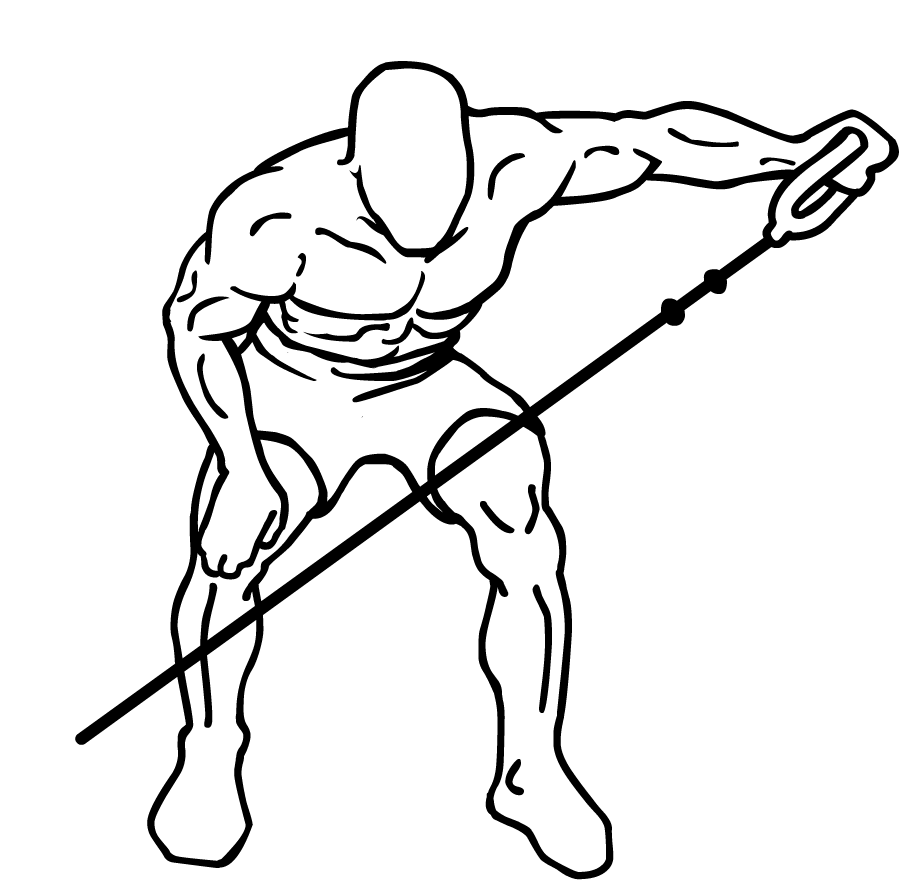
ベントオーバー・ケーブル・リア・レイズ(フィニッシュ)

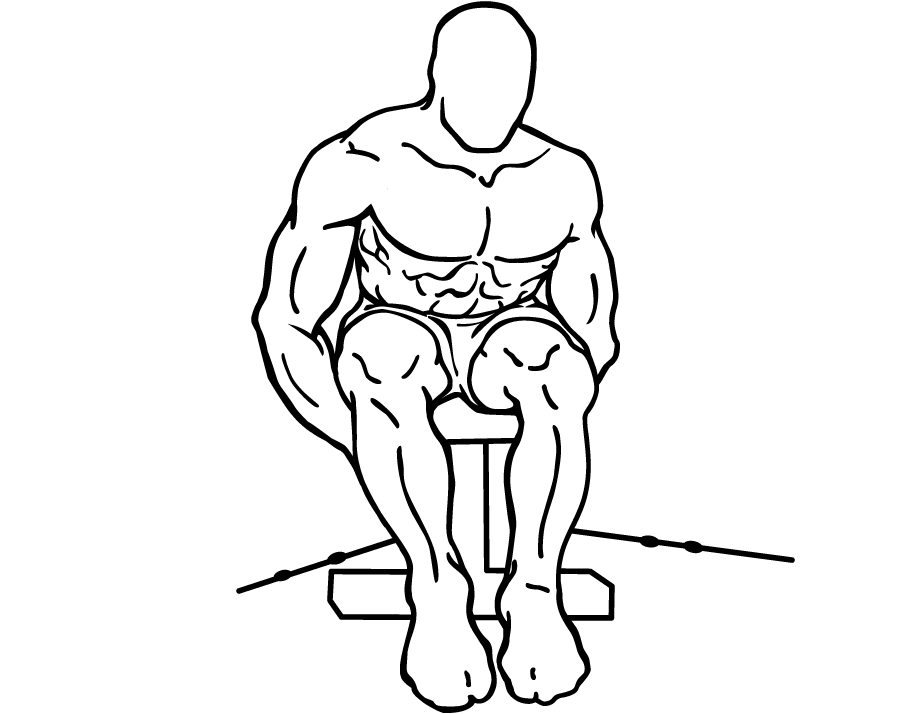
シーテッド・ケーブル・リア・レイズ(スタート)

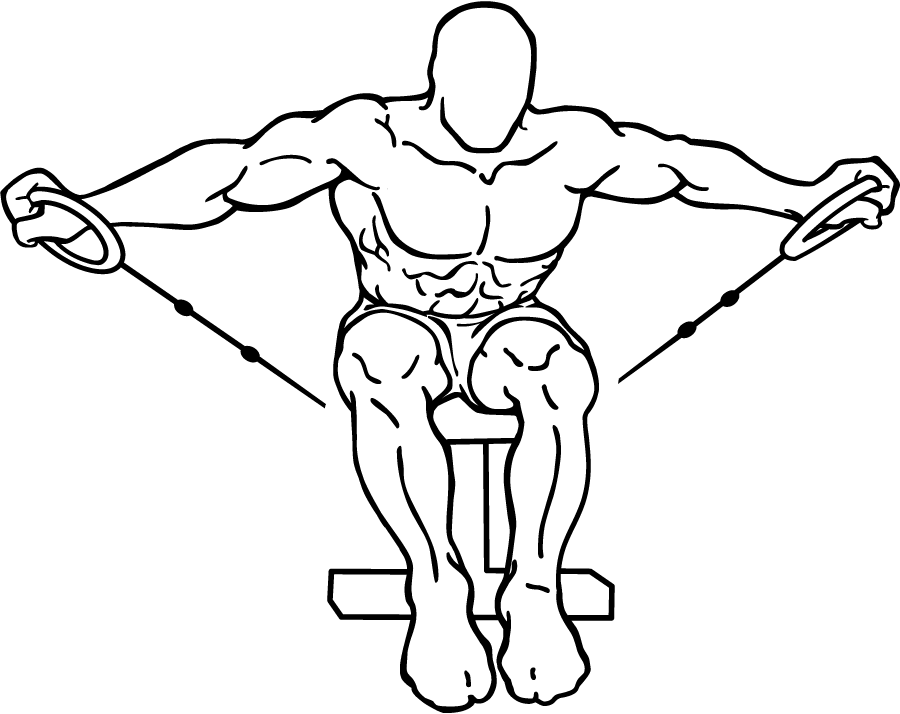
シーテッド・ケーブル・リア・レイズ(フィニッシュ)

## 具体的動作

### ベントオーバー・ダンベル・リアレイズ
1. ダンベルを両手に持ち、膝を曲げて前傾姿勢をとる。上体はほぼ水平にする。手のひらを手前に向けるとより効果的。
2. 息を吐きながら、腕を伸展させたまま肩の力だけでダンベルを上げる。
3. 肘が肩の高さまで上がったら息を吸いながら元の姿勢に戻る。
4. 2~3を繰り返す。

### サイドライイング・ダンベル・リアレイズ
上から見ると、ダンベルは上体に対してほぼ垂直に前後するような軌道を描く。ダンベルの形状によっては後述の持ち方ができないので、その場合は通常の持ち方で行っても良い。
1. ベンチに横たわり、膝を曲げ、片手でダンベルを持ち、あとの片手はダンベルを持った方の腋のあたりに添える。動作中に体が倒れないようにするためである。親指と人差し指でダンベルのバーを挟むようにして持ち、他の指は添えるように持つ。手のひらでダンベルのウエイト部分の内側を押さえるような形になる。ダンベルを持った方の腕があごから口の前あたりにくるように構える。
2. 息を吐きながら、腕を伸展させたまま肩の力だけでダンベルを上げる。
3. 腕が床に対してほぼ垂直になりダンベルが肩の真上の位置まで上がったら、息を吸いながら元の姿勢に戻る。
4. 2~3を繰り返す。

### ベントオーバー・ケーブル・リアレイズ
アタッチメントはワンハンドルバーまたはトライパワーハンドルを用いる。
1. ケーブルマシンに対して横向きに立ち、膝を曲げて前傾姿勢をとる。上体はほぼ水平にする。手のひらを手前に向けるとより効果的。
2. 息を吐きながら、腕を伸展させたまま肩の力だけでハンドルを上げる。
3. 肘が肩の高さまで上がったら息を吸いながら元の姿勢に戻る。
4. 2~3を繰り返す。

### シーテッド・ケーブル・リアレイズ
アタッチメントはワンハンドルバーまたはトライパワーハンドルを用いる。
1. ケーブル・クロスオーバー・マシンの中央にベンチをセットする。左のロープーリーのハンドルを右手で持ち、右のロープーリーのハンドルを左手で持つ。
2. ベンチに座り、両脚の下で両手を交差させ、前傾姿勢をとる。手のひらを手前に向けるとより効果的。
3. 息を吐きながら、腕を伸展させたまま肩の力だけでハンドルを上げる。
4. 肘が肩の高さまで上がったら息を吸いながら元の姿勢に戻る。
5. 3~4を繰り返す。

### マシン・リアレイズ
パッド式のマシンの場合は、腕を曲げ肘でパッドを押すようにする。手の甲側の手首にマシンアームを当てて行う。
1. マシンのシートとアームの位置を調節し、マシンに座る。手のひらを下に向けてハンドルを持つ。手の位置は身体の正面。
2. 息を吐きながら、腕を伸展させたまま肩の力だけで腕を横に開いていく。
3. 肘が肩の真横まできたら息を吸いながら元の姿勢に戻る。
4. 2~3を繰り返す。